# Каттаган
Катаган (узб. Qatag’on, Қатағон) — міське селище в Узбекистані, в Яккабазькому районі Кашкадар'їнської області.
Статус міського селища з 2009 року.